# Ganggu-myeon
Ganggu-myeon (koreanska: 강구면) är en socken i den östra delen av Sydkorea, 250 km sydost om huvudstaden Seoul. Den ligger i kommunen Yeongdeok-gun i provinsen Norra Gyeongsang. Ganngu är känt för sina snökrabbor.